# Ministrowie koordynacji obrony Wielkiej Brytanii
Urząd ministra koordynacji obrony (en. Minister for Coordination of Defence) powstał w 1936 r. w celu nadzorowania i koordynacji procesu ponownego uzbrajania brytyjskich sił zbrojnych. Urząd został zlikwidowany w kwietniu 1940 r.
Lista ministrów koordynacji obrony
- 1936 – 1939 : Thomas Inskip
- 1939 – 1940 : Ernle Chatfield, 1. baron Chatfield